# Tököl VSK
A Tököli Városi Sportkör, egy 1922-ben alapított magyar labdarúgóklub. Székhelye Tökölön található. Jelenleg a Pest megyei első osztályban szerepel.

## Névváltozások
- ?–1945 Tököli LE
- 1945–1949 Tököli SE
- 1949–1951 Tököl
- 1951–? Tököli SK
- ? - Tököli Városi Sportkör

## Sikerei
NBIII
- Bajnok: 2006-07, 2010-11